# Minidoka
Minidoka és una població dels Estats Units a l'estat d'Idaho. Segons el cens del 2000 tenia 129 habitants.

## Demografia
Segons el cens del 2000, Minidoka tenia 129 habitants, 35 habitatges, i 29 famílies. La densitat de població era de 553,4 habitants/km².
Dels 35 habitatges en un 62,9% hi vivien nens de menys de 18 anys, en un 71,4% hi vivien parelles casades, en un 5,7% dones solteres, i en un 14,3% no eren unitats familiars. En el 14,3% dels habitatges hi vivien persones soles el 5,7% de les quals corresponia a persones de 65 anys o més que vivien soles. El nombre mitjà de persones vivint en cada habitatge era de 3,69 i el nombre mitjà de persones que vivien en cada família era de 4,03.
Per edats la població es repartia de la següent manera: un 41,1% tenia menys de 18 anys, un 13,2% entre 18 i 24, un 24% entre 25 i 44, un 17,8% de 45 a 60 i un 3,9% 65 anys o més.
L'edat mediana era de 23 anys. Per cada 100 dones de 18 o més anys hi havia 117,1 homes.
La renda mediana per habitatge era de 21.250 $ i la renda mediana per família de 24.063 $. Els homes tenien una renda mediana de 17.813 $ mentre que les dones 11.250 $. La renda per capita de la població era de 5.727 $. Aproximadament el 27,6% de les famílies i el 31,7% de la població estaven per davall del llindar de pobresa.

## Poblacions més properes
El següent diagrama mostra les poblacions més properes.